# Lars Axelsson (Tott)

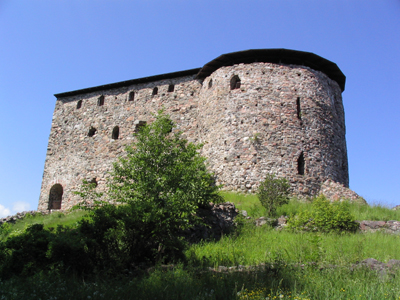
Raseborgs slottsruin i Finland.

Lars Axelsson (Tott), på danska Laurens Axelsen, på finska Lauri Akselinpoika, död 3 maj 1483, var en dansk-svensk adelsman, riddare och ett svenskt riksråd.
Han var son till den danske godsägaren och länsmannen Axel Pedersen Tott och hans andra hustru, Ingeborg Ivarsdotter (Ivar Nilssons ätt), som var en svensk adelsdam. Lars som han kallas i Sverige, var således en av de nio berömda Axelssönerna. Sönernas dubbla nationaliteter medförde att de praktiskt nog kunde uppträda ömsom som danskar och svenskar beroende på situation.
Vid faderns död 1447 var Lars Axelsson ännu minderårig, men nämns som riddare 1459. Han lät Grubbe-Ordrup i Voldborg härad pantsättas av sin bror Philippus 1462 och blev ägare till Næsbyholm i Tybjerg härad; 1465 nämns han som länsherre för Stege på Själland, och så sent som i juli 1466 var han närvarande vid en domstol i Köpenhamn, men när Nyköping mötet hösten samma år ledde till upplösningen mellan Kristian I och flera av Axelssönerna kom Lars Axelsson att dela samma öde som bröderna Erik och Iver. Från och med nu bosatte han sig i Sverige, medan hans danska gods tillföll kronan, och han förlorade bland annat sin pant på Skjelskør stad. Han blev hövitsman på Raseborgs slott 1468 och behöll det till sin död. Vid Kalmar mötet 1472 beslutades att alla som hade tappat sin egendom under oenigheten mellan kungarikena omedelbart skulle få tillbaka den, med undantag för krongodset, och att Lars Axelsson, vad detta beträffar, skulle ha Skjelskør tillbaka, tills ett slutgiltig besluta fattades av ett samlat riksråd från de tre riken. Men dessa bestämmelser, som upprepades i Kalmar 1474, och som gjorde att Næsbyholm senare ärvdes av hans barn, fick honom åtminstone inte att återvända till Danmark. 
Brodern Erik Axelsson (Tott) hade 1467 köpt Årsta i Österhaninge av Tyska Orden, och 1476 överlät han det på Laurens. Strax före sin död (1481) hade hans bror Erik överlämnat de finska länen han innehade Viborg slott, Tavastehus och St. Olofsborg till Lars Axelsson och brodern Iver, och Sten Sture d.ä:s försök att komma i besittning av dessa län ledde inte till något resultat, medan Lars Axelsson nu nämns som hövitsman för Viborg slott. 
När Lars övertagit Årsta skrev han sig "Lars Axelsson av Årsta", trots att han bodde större delen av sitt liv på Raseborgs slott i Finland, där han också senare dog. Han förde en noggrann jordebok över sina egendomar med Årstas alla underliggande torp och gårdar, bland annat inom Vendelsö och Sandemar, samt hela Gålö och Ornö. Han gifte sig två gånger, först med den danskfödda Karen Jonsdatter Viffert, som drunknade 20 nov. 1468 i Raseborg. Efter hans död tillhörde ägorna hans änka Karin Nipertz. som han gifte sig med 1674 och som var tidigare änka till Erik Nilsson (Oxenstjerna). Därefter av deras dotter Margareta Axelsdotter (Tott) som var gift med Kristiern Bengtsson (Oxenstierna) d.y. Alltsammans övertogs 1494 av svågern Axel Larsson (Tott), en bror till Margareta.
En gravhäll över Lars finns i ruinen av johanniterordens hospitalskyrka i Kronobäck vid smålandskusten.